# Pojawie
Pojawie – wieś w Polsce położona w województwie małopolskim, w powiecie brzeskim, w gminie Szczurowa.
W latach 1975–1998 miejscowość administracyjnie należała do województwa tarnowskiego. Integralne części miejscowości: Mały Pojaw, Na Piasku, Stary Folwark.